# Democare
Democare del demo di Peania (in greco antico: Δημοχάρης?, Demochàres; 350 a.C. circa – 280 a.C. o 271/0 a.C.) è stato un oratore ateniese, figlio di una sorella di Demostene; fu uno strenuo oppositore di Demetrio Falereo.

## Biografia
Cresciuto e istruito dallo zio e di animo nobile e patriottico, Democare continuò la sua lotta contro la potenza macedone, seguendo gli ideali democratici. Nelle fonti si ha un primo riferimento alla sua persona nel 322 a.C., quando prese la parola per difendere Demostene e gli altri oratori anti-macedoni dalle accuse di Antipatro.
Dal 307 a.C., dopo che Demetrio Poliorcete aveva ristabilito la democrazia in Atene, vi rimase come capo del partito democratico fino al 303 a.C., quando l'ostilità di Stratocle lo costrinse a fuggire dalla città. Democare vi fece ritorno nel 298 a.C., di nuovo grazie all'appoggio di Demetrio. Fu l'artefice di un miglioramento delle fortificazioni della città e di un suo più cospicuo approvvigionamento.
Nel 296 a.C. fu ambasciatore presso Filippo IV di Macedonia e presso Antipatro II.
Morì forse nel 280 a.C.
Scrisse una Storia dei suoi tempi e trascrisse le sue Orazioni, ma quasi niente dei suoi scritti è però giunto a noi.